# Otostephanos macrantennus
Otostephanos macrantennus är en hjuldjursart som beskrevs av De Koning 1947. Otostephanos macrantennus ingår i släktet Otostephanos och familjen Habrotrochidae. Inga underarter finns listade i Catalogue of Life.